# Ashoka (stowarzyszenie)
Ashoka – Międzynarodowa Organizacja Innowatorów Społecznych (“Ashoka Innowatorzy dla Dobra Publicznego”) jest organizacją, która wyszukuje i zrzesza ludzi, którzy wprowadzają nowe, niekonwencjonalne rozwiązania problemów społecznych. Co roku wybiera się około 100 osób z całego świata, wyróżniających się szczególną przedsiębiorczością, których nazywa się “innowatorami dla dobra ogółu”.
Ashoka została założona w 1980 roku przez Billa Draytona, konsultanta w firmie McKinsey & Company oraz pracownika Narodowej Agencji Ochrony Środowiska w Waszyngtonie (Washington D.C.). W trakcie swoich podróży po Azji zwrócił uwagę na różnice społeczne i ekonomiczne między rozwiniętymi krajami północy i ubogimi krajami południa. Doszedł do wniosku, że można by je zmniejszyć poprzez demokratyczną rewolucję tworzoną przez organizacje obywatelskie w krajach rozwijających się. Myśl ta była decydującym motywem do utworzenia Ashoki, organizacji, która powstała w celu rozwijania i uprawomocniania zawodu przedsiębiorcy społecznego. Według Billa Draytona Ashoka reprezentuje podejście, którego istotą jest inwestowanie w pomysł pojedynczej osoby, po to, aby mogła ona zrealizować swoje plany. Inwestycja ta ma w przyszłości spowodować istotne zmiany w społeczeństwie oraz rozszerzać idee zmian w innych krajach.
Pierwszych członków Ashoka przyjęła w Indiach w 1981 r. Następnych w Indonezji – w 1984 r. W tym samym roku Bill Drayton otrzymał nagrodę MacArthur Foundation, która stała się pierwszym poważnym źródłem finansowania programu Ashoki na świecie. W 1986 r. został on uruchomiony w Meksyku, w kolejnych latach – w Brazylii i Nepalu. W 1989 roku do grona innowatorów dla dobra ogółu dołączyli mieszkańcy Tajlandii. Na początku lat 90. programy zaczęto realizować w Bangladeszu (1988), Tajlandii (1989) i w Afryce: w Zimbabwe (1990), Nigerii (1991), Wybrzeżu Kości Słoniowej, w Mali, Senegalu i Ghanie (1992). W 1994 r. Ashoka rozszerzyła obszar swojego działania na Czechy, Węgry, Słowację i Polskę. W tym samym roku uruchomiono programy w Meksyku i Brazylii oraz w innych krajach Ameryki Południowej i Łacińskiej. W 2002 r. Ashoka wybrała swoich pierwszych członków w Kanadzie i Stanach Zjednoczonych.
Pierwsi członkowie Ashoki w Niemczech, Francji, Hiszpanii zostali wybrani w 2006 roku.
Dziś Ashoka działa w ponad 70 krajach na świecie. Od początku swojego istnienia przyjęła do swojego grona ponad 3500 osób z czego 74 w Polsce. Co roku wybieranych jest ponad 100 nowych innowatorów społecznych.